# Strategia militare
La strategia militare è il campo dell'arte militare che studia il miglior modo di impiegare le risorse disponibili ai fini della guerra. L'espressione deriverebbe dal greco antico stratos agos, cioè "colui che agisce (che ha potere di agire) sul conflitto", col significato quindi di scienza (o arte) dei generali.

## Storia
Il pensiero strategico, nato con la guerra, pur mantenendo nel tempo i suoi presupposti fondamentali, ha subito cambiamenti ed affinamenti determinati da un lato dall'esperienza acquisita nel corso della storia e dall'altro lato dalla crescente esigenza di risorse, dallo sviluppo tecnologico di queste ultime e dalla loro crescente disponibilità, almeno nel tipo.
La strategia è rivolta ad ottenere risultati definitivi, contrariamente alla tattica, che è più rivolta all'impiego delle risorse sul campo di battaglia per sconfiggere il nemico. Quindi la strategia riguarda il conseguimento ed il mantenimento dell'egemonia, indipendentemente dai risultati dei combattimenti.
La storia fornisce esempi di Potenze mai sconfitte sul campo, che hanno poi perso le guerre per carenza di strategie adeguate: è il caso dell'Unione Sovietica nella guerra fredda, crollata per mancanza di una pianificazione politico economica adeguata.
Viceversa si è dato il caso di Potenze quasi sempre perdenti in combattimento, che hanno vinto le guerre grazie ad una strategia vincente: si vedano ad esempio le azioni dei Viet Cong durante la Guerra del Vietnam.
Lo sfruttamento adeguato delle capacità operative relative all'intelligence, alla propaganda ed alla logistica, unito ad un opportuno dosaggio delle capacità politiche, quali la deterrenza, le alleanze internazionali, le scorte e gli approvvigionamenti delle risorse strategiche possono far premio sui risultati effettivi in combattimento.
(Sun Tzu)

## Caratteristiche
Essa è quindi quella branca dell'arte militare che studia i principi generali delle operazioni militari ed imposta e coordina nelle grandi linee il piano generale della guerra, non soltanto sotto gli aspetti militari.
La strategia è anche definita "Teoria dell'azione di successo in presenza di opposizione consapevole".
Un'interessante evoluzione moderna è quella esposta da Ted Shackley in  The third option del 1981: tra la diplomazia e la guerra dichiarata esiste una terza opzione, i "conflitti a bassa intensità", le insurrezioni e le controinsurrezioni. Nel libro viene anche suggerito che fornire armi ad ambedue le parti partecipanti ad un conflitto sia il modo migliore per controllarne i risultati, affinare le proprie tecniche e fare profitto.

## Opere famose
- Sun Tzu, L'arte della guerra, circa 600 a.C.
- Niccolò Machiavelli, Il Principe, 1513
- Niccolò Machiavelli, Dell'arte della guerra, 1521
- Antoine-Henri Jomini, Traité des grandes opérations militaires 1804
- Carl Von Clausewitz, Della guerra, 1832
- John F.C. Fuller, The Foundations of the Science of War 1926
- John F.C. Fuller, On Future Warfare 1928
- Ho Chi Minh, Võ Nguyên Giáp e altri. Il Vietnam vincerà, 1968 a cura di Enrica Collotti Pischel
- Alessandro Gentili, L'intelligence nell'epopea napoleonica, in Gnosis-rivista italiana di intelligence, n. 4 del 2017, pagg. 105 ss., AISI, Roma
- Theodore Shackley, The Third Option (La terza opzione),  McGraw hill, 1981